# Большой Уссурийский
Большо́й Уссури́йский (кит. трад. 黑瞎子島, упр. 黑瞎子岛, пиньинь Hēixiāzi Dǎo, палл. Хэйсяцзы-Дао; перевод официального китайского наименования — остров Чёрного медведя) — осадочный речной остров площадью от 327 до 350 км² (зависит от уровня воды в реке). Находится рядом с Хабаровском на реке Амур и ниже устья Уссури. Разделён между Россией и Китаем. Китай претендует на полное владение островом. 16 мая 2024 года Китай и Россия договорились о совместном развитии острова.

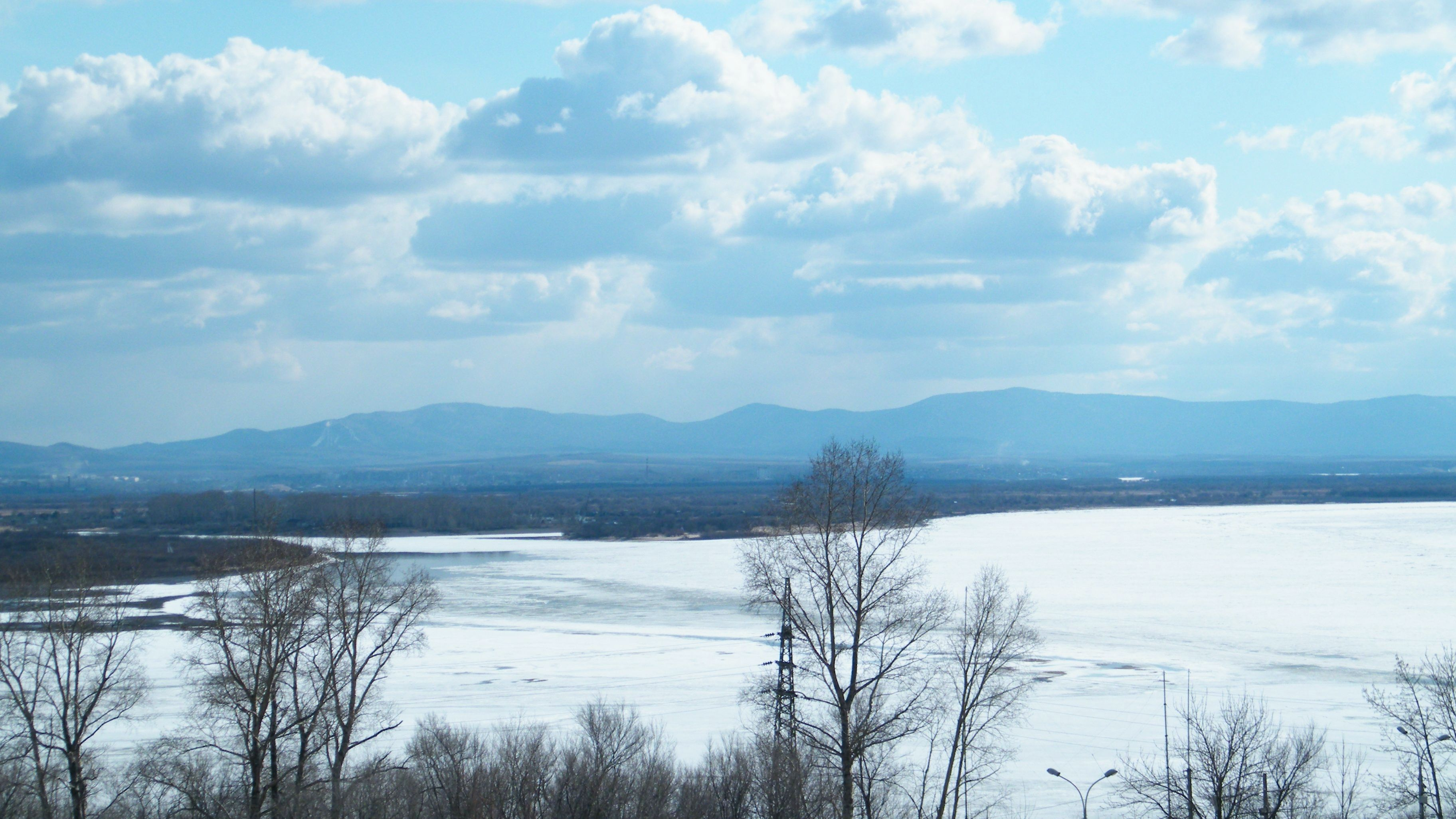
Вид на остров Большой Уссурийский с площади Славы в Хабаровске

## Береговая линия Большого Уссурийского острова

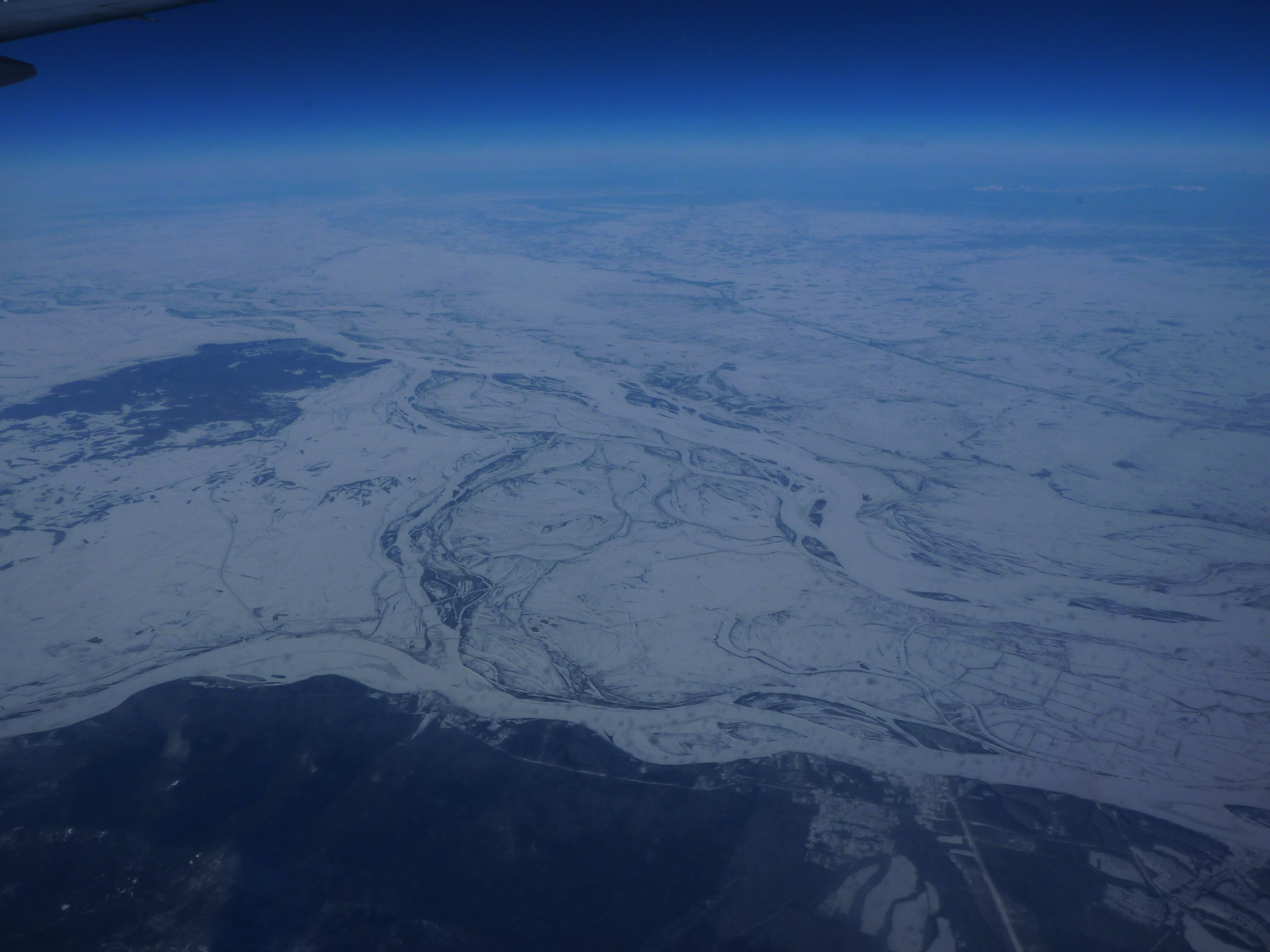
Остров Тарабаров (выше центра фото) и Большой Уссурийский остров (от центра к правому краю фото)

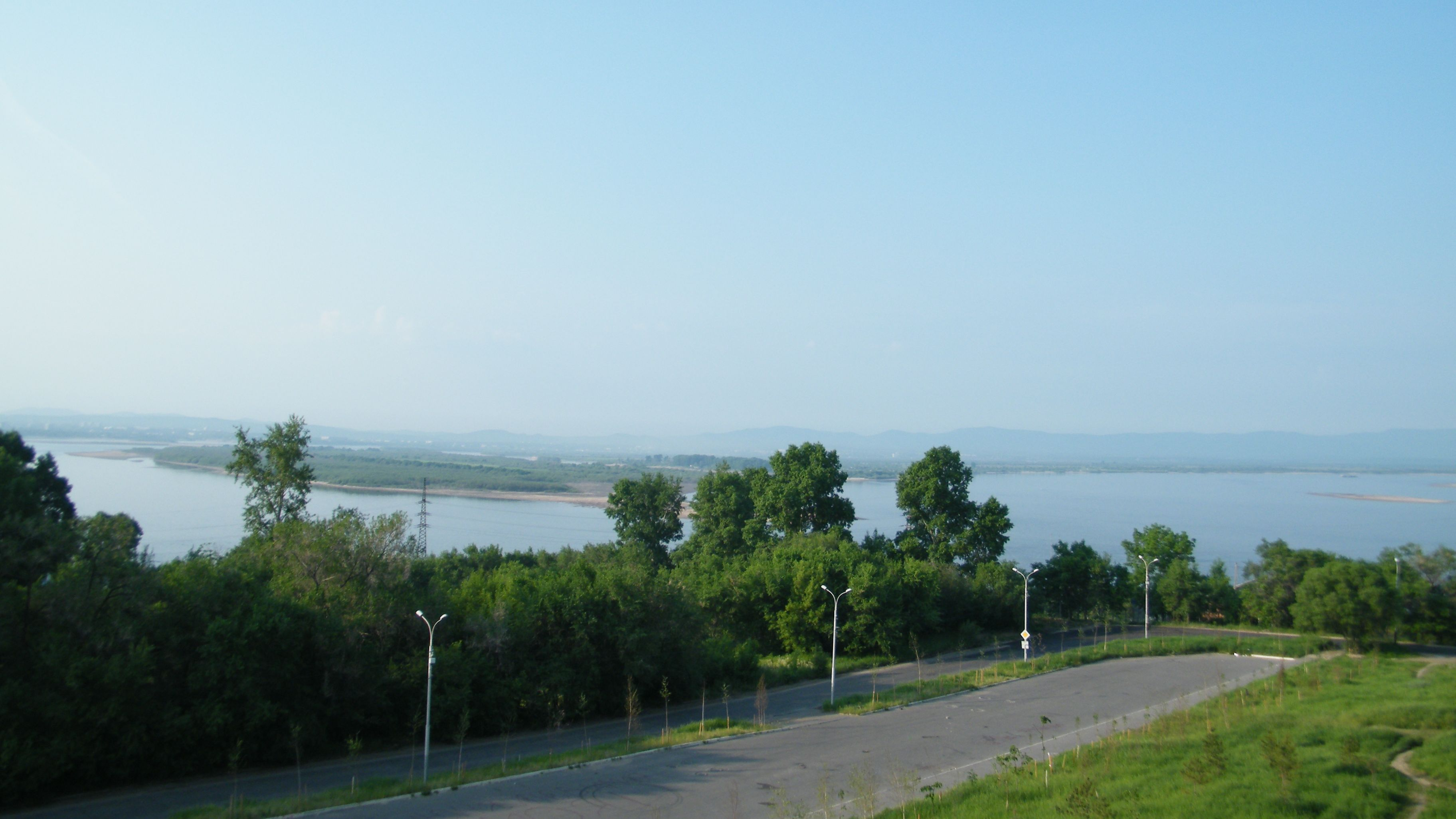
Большой Уссурийский:
летний вид с площади Славы (Хабаровск)

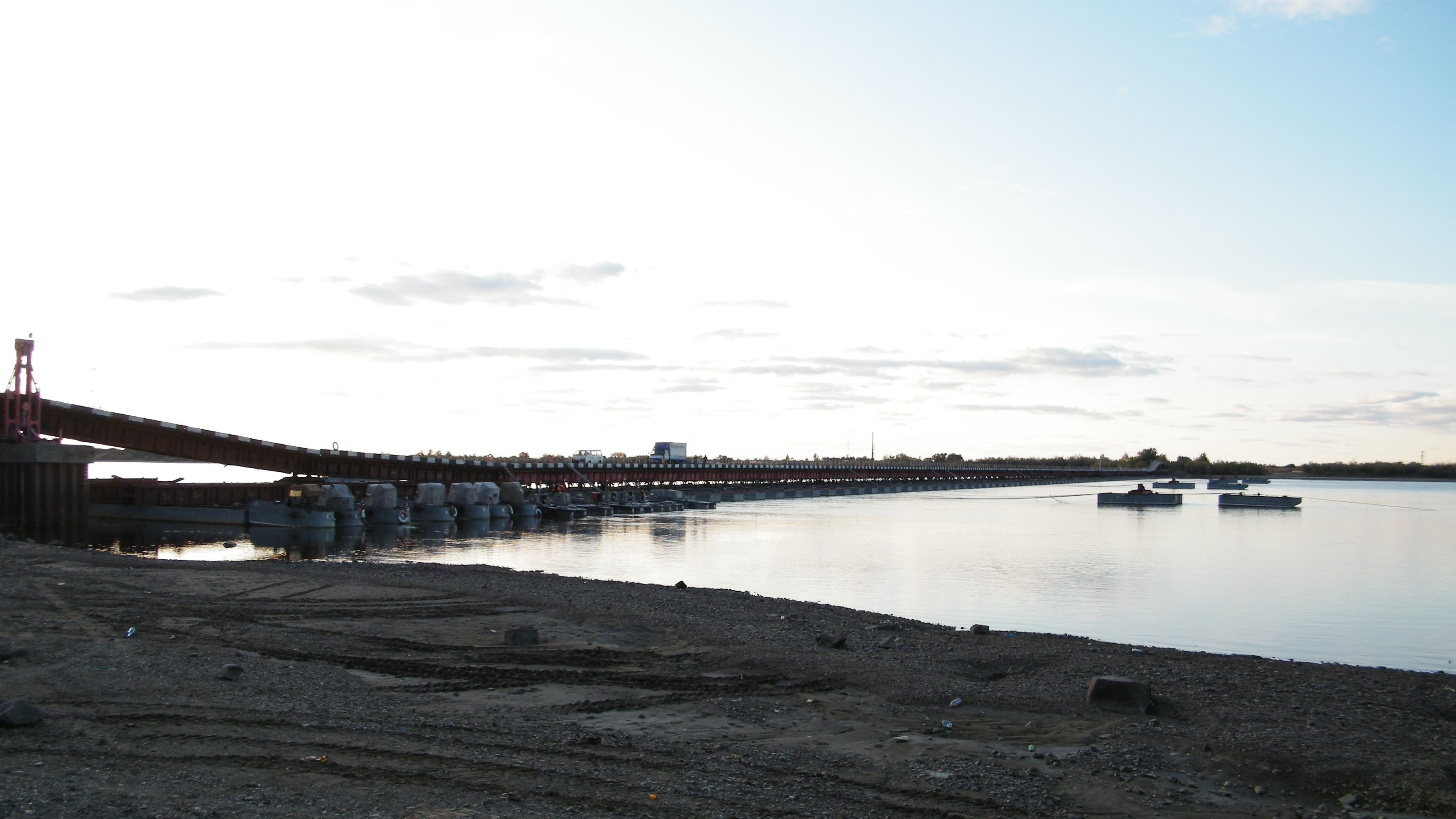
Понтонный мост через Амурскую протоку на Большой Уссурийский остров,
октябрь 2011 г.

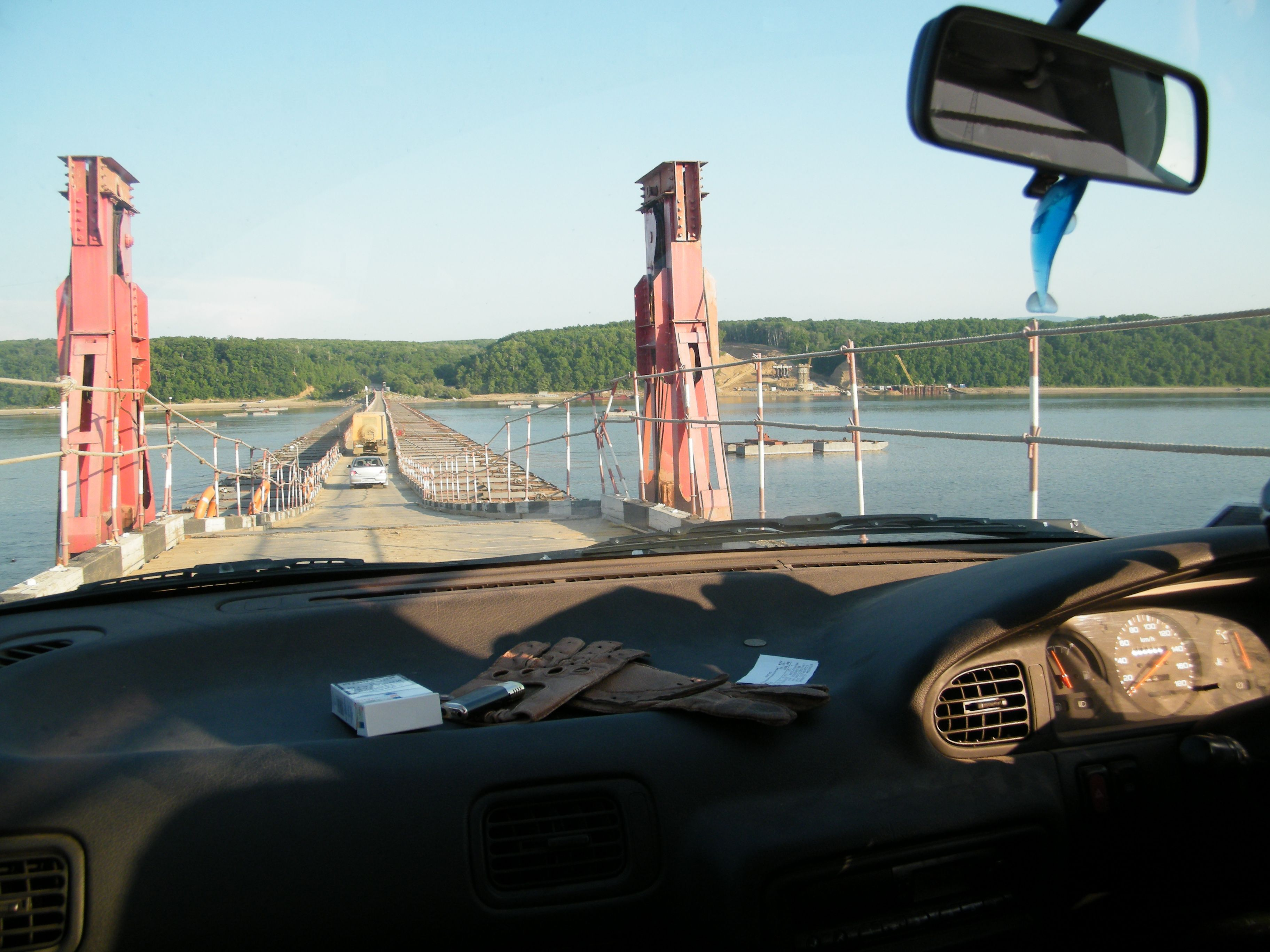
Возвращение с Большого Уссурийского на «материк» по понтонному мосту. Впереди справа — строительство автомобильного моста
(июнь 2012 г.)

- на севере остров омывается основным руслом реки Амур;
- на северо-западе отделён от китайского Тарабарова острова протокой Прямая (внутренние воды Китая);
- на юго-западе отделён от основной китайской территории Казакевичевой протокой (внутренние воды Китая)[3];
- на востоке от основной российской территории отделён Амурской протокой.

## История
В рамках «неравного» договора 1860 года северные регионы Империи Цин перешли во владения Российской империи, а новая граница прошла по не принадлежащей никому реке Амур. С этого момента находящийся на реке остров Большой Уссурийский стал предметом спора.
В 1920—1930-е годы Большой Уссурийский вместе с соседним островом Тарабаровым и окружающими их мелкими островами были «взяты под охрану» советскими войсками.
С 1964 года принадлежность острова оспаривалась КНР.
В 1976 году на острове был возведён 2-й укрепрайон и военный городок в/ч № 64571.
После распада СССР острова Большой Уссурийский, Тарабаров и окружающие их остальные спорные острова остались под юрисдикцией Российской Федерации.
В 2004 году заключено и в 2005 году ратифицировано Российской Федерацией соглашение о передаче Китайской Народной Республике западной части Большого Уссурийского (170 км² из 350), всего Тарабарова и некоторых мелких островов. В 2006 году, после 30 лет существования, находившийся на острове и принадлежащий РФ военный гарнизон в/ч № 64571 был упразднён, а военный городок заброшен.
14 октября 2008 года по окончании демаркации российско-китайской границы острова Тарабаров, Виноградов, Корейский, Ромашкин и часть острова Большого Уссурийского были официально переданы Китаю.
Попытка граждан РФ, живущих в Хабаровском крае, провести референдум для оценки изменений границы края, а также о доверии губернатору края, давшему письменное согласие на передачу островов, о доверии президенту Путину, подписавшему соглашение, была организована в соответствии с законом (в мае 2005 года). Краевая Законодательная Дума отказалась рассматривать документы, а при их повторном направлении отказала в разрешении проводить референдум.
В августе 2023 года Китайский государственный «Картографический сервис стандартных карт» выпустил новый официально утверждённый комплект географических карт за 2023 год, на которых вся территория Большого Уссурийского острова была обозначена как принадлежащая КНР. Кроме того, сам остров был отдельно указан как самая восточная точка страны.

## Российская часть острова
Восточная часть острова входит в городскую черту Хабаровска, там же находится посёлок Уссурийский (Чумка) с населением около 400 человек, административно относящийся к Индустриальному району города. После наводнения 2013 года экспертная комиссия признала 11 кирпичных и деревянных двухэтажных домов частично пригодными для проживания, с этого момента в посёлке решили остаться сто человек (остальные получили новое жильё в Хабаровске).
На острове находятся садоводческие общества хабаровчан, сенокосные и пахотные угодья сельскохозяйственных предприятий Хабаровского района, осуществляется летний выпас крупного рогатого скота. Остров привлекает внимание отдыхающих и рыболовов-любителей. В 2017 году был создан заповедник для бабочек-голубянок.
Через остров проходят линии электропередачи от Зейской и Бурейской ГЭС в Хабаровский и далее в Приморский край. В посёлке Уссурийском расположена ремонтно-эксплуатационная база Амурского речного пароходства.
На российской части острова в непосредственной близости к новой государственной границе в южной части острова находится храм-часовня мученика Воина Виктора, построенный в 1999 году в память о бойцах, погибших при защите дальневосточных рубежей.
Весной 2011 года на острове начались работы по укреплению береговой линии реки Амур, по которой проходит граница с Китаем. В октябре 2011 года работы были завершены, был разработан проект дамбы-дороги до часовни.
Китайская сторона уже более 15 лет ведёт ирригационные и берегоукрепительные работы в русле Амура.

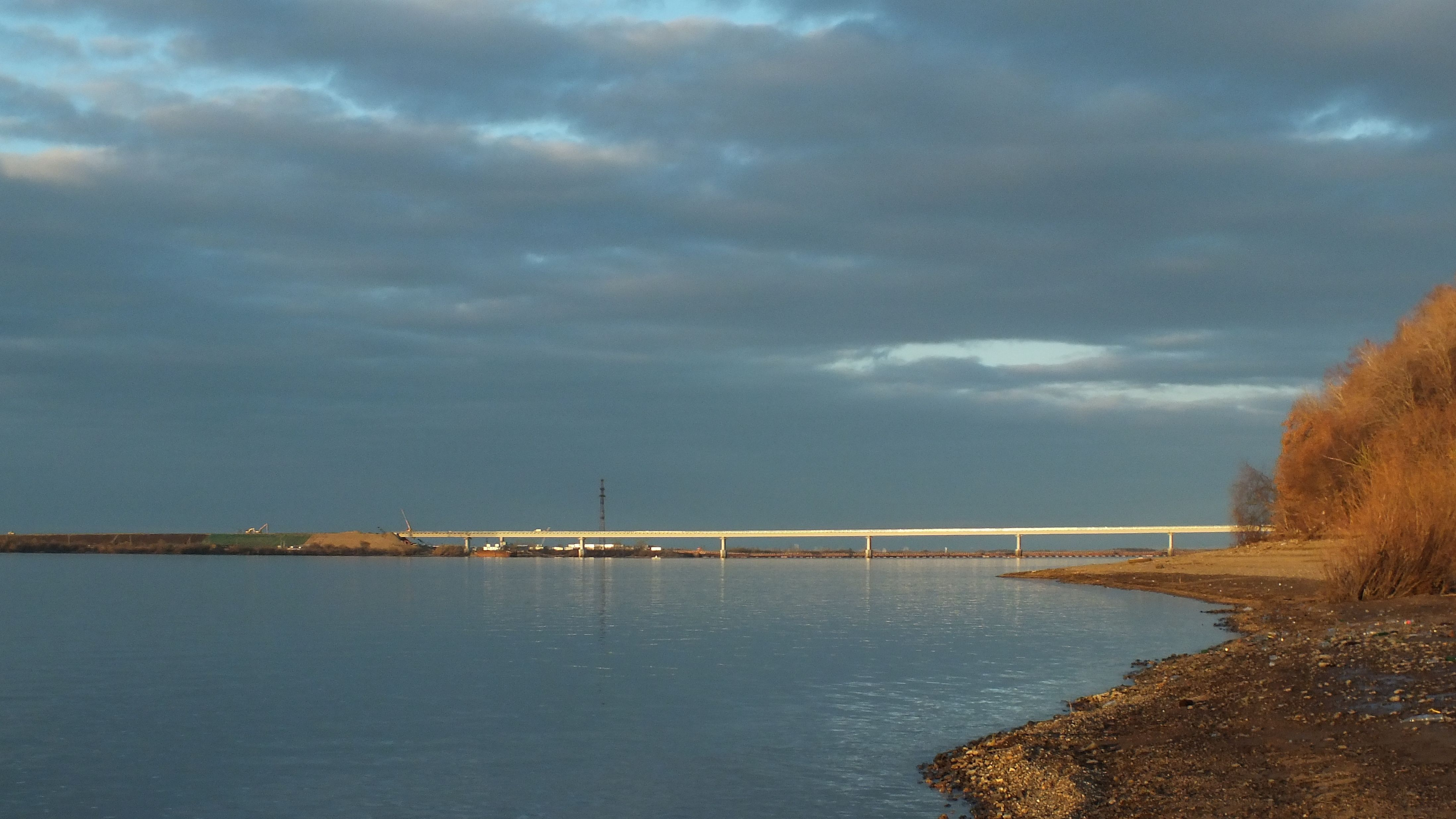
Мост через Амурскую протоку, за ним — понтонный мост,
последняя навигация (октябрь 2013 г.)

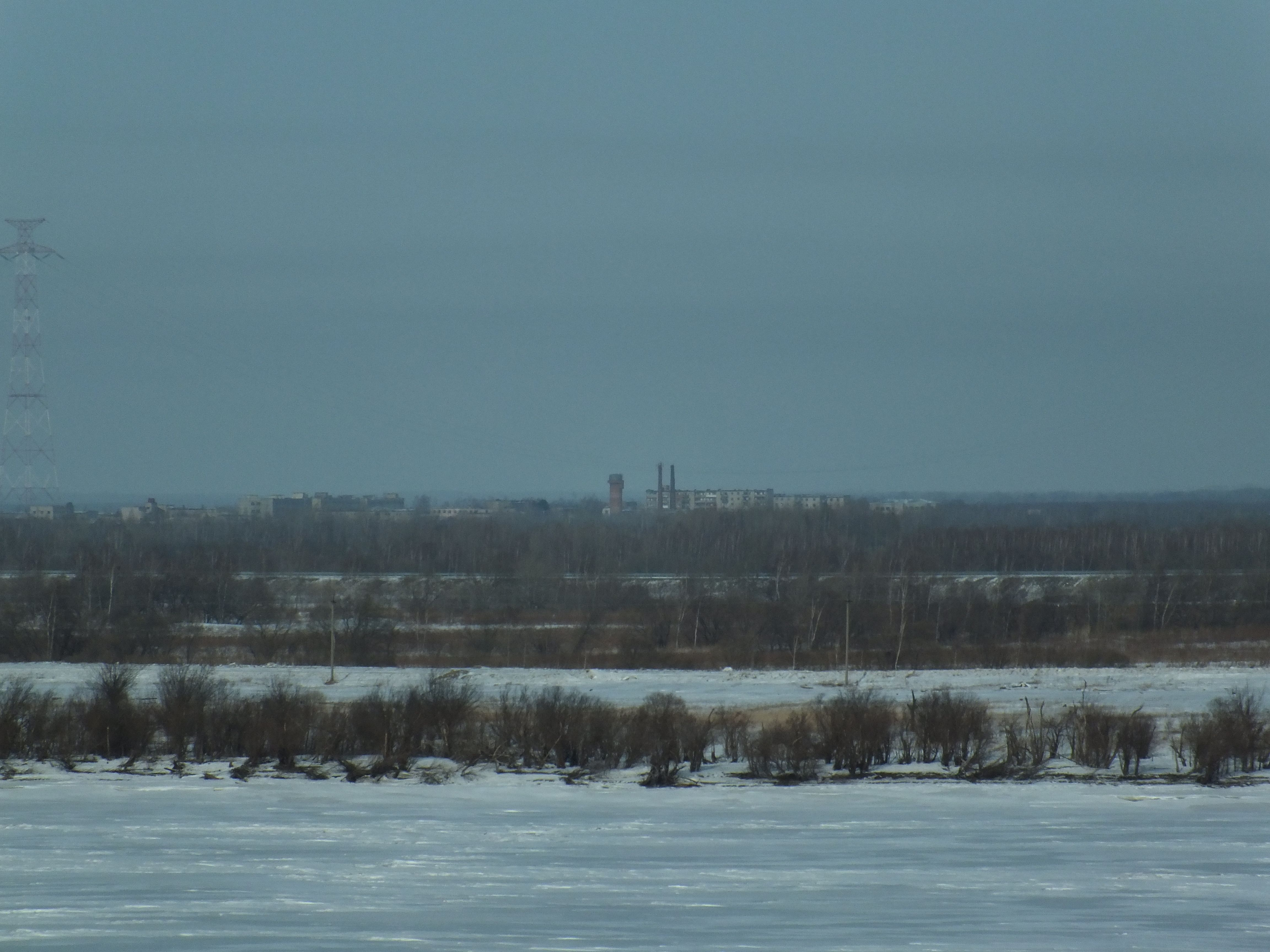
Российская пограничная застава на Большом Уссурийском.

23 октября 2013 был открыт капитальный мост через Амурскую протоку, соединивший Хабаровск с Большим Уссурийским островом. Также между островом и Хабаровском с апреля до конца октября курсирует теплоход.

#### Концепции развития
В России с середины 2000-х создано как минимум 12 концепций развития этой территории, вот некоторые из них:
- в 2006 году петербургский Институт урбанистики предлагал корректировки в генеральный план Хабаровска, по которым остров становился перспективной территорией для городских строек, предполагалось строительство нескольких мостов и автомобильной и железной дороги вдоль границы. Предложения внесены в действующий генеральный план Хабаровска: на нём даже указано около десятка школ и дошкольных учреждений на острове, проект не был реализован из-за отсутствия финансирования.
- в 2010 году по итогам встречи премьер-министров Китая и России появился протокол, в котором говорится: «стороны готовы совместно комплексно осваивать остров Большой Уссурийский». Согласно новой концепции, остров должен был стать курортной зоной, которая привлекла бы платежеспособных туристов из азиатских стран. Такой документ региональные власти утвердили 31 декабря 2010 года, но дальнейшего развития темы не произошло.
- в 2011 году краевые власти декларировали, что ждут иностранных инвесторов для развития российской части Большого Уссурийского острова, планировалось построить международный туристический комплекс с отелями, культурными, логистическими и бизнес-центрами. Россия планировала инвестировать в остров 19,3 миллиарда рублей, но иностранных инвесторов не нашлось.
- в 2014 году на острове ждали беженцев из восточных областей Украины. Обсуждали строительство туристического центра и ипподрома.
- в 2015 году было решено развивать на Большом Уссурийском круизный кластер. Согласно федеральной целевой программе по развитию внутреннего и въездного туризма до 2018 года, по Амуру можно было бы пройти на север до самого его устья — Шантарских островов в Охотском море. Однако региональные власти не имели полномочий для организации пунктов погранконтроля, а инвестиций в размере 37 миллиардов рублей также не нашлось.
- в 2018 году в ходе Третьего дальневосточного форума предпринимателей были озвучены предложения о создании на острове в рамках системы «Умный Хабаровск» особой экономической зоны с наукоёмкими производствами, робототехникой и биотехнологиями, фондовой и товарно-сырьевой дальневосточной биржами.
- Избранный в сентябре 2018 года хабаровский губернатор Сергей Фургал дал поручения восстановить обанкротившийся в 2014 году колхоз «Заря», приоритетом развития было названо животноводство[16].
- По состоянию на 2022 год ни один из проектов не был реализован.

## Китайская часть острова
Китаю досталась западная часть Большого Уссурийского, которая вошла в провинцию Хэйлунцзян, округ Цзямусы. Свою часть острова они именовали Хэйсяцзы («Остров чёрного медведя»), при этом развивая его территорию в качестве туристического комплекса, который в 2016 году посетило 600 тысяч туристов с материковой части Китая. К осени 2018 года там функционировали: новая пограничная застава, парк водно-болотистых угодий (занимал порядка 75 % территории острова), ботанический сад, девятиэтажная пагода «Восточный полюс Китая» (东极宝塔, которую можно увидеть из Хабаровска), гостиничный комплекс деревянных домов, заканчивалось строительство этнографического парка и зоопарка. Построен мост Усу, соединяющий китайскую часть острова с коренным берегом. Из соседнего посёлка Фуюань курсируют туристические катера, также есть железнодорожное сообщение.
На китайской части острова постоянно живут представители национального меньшинства хэчжэ.

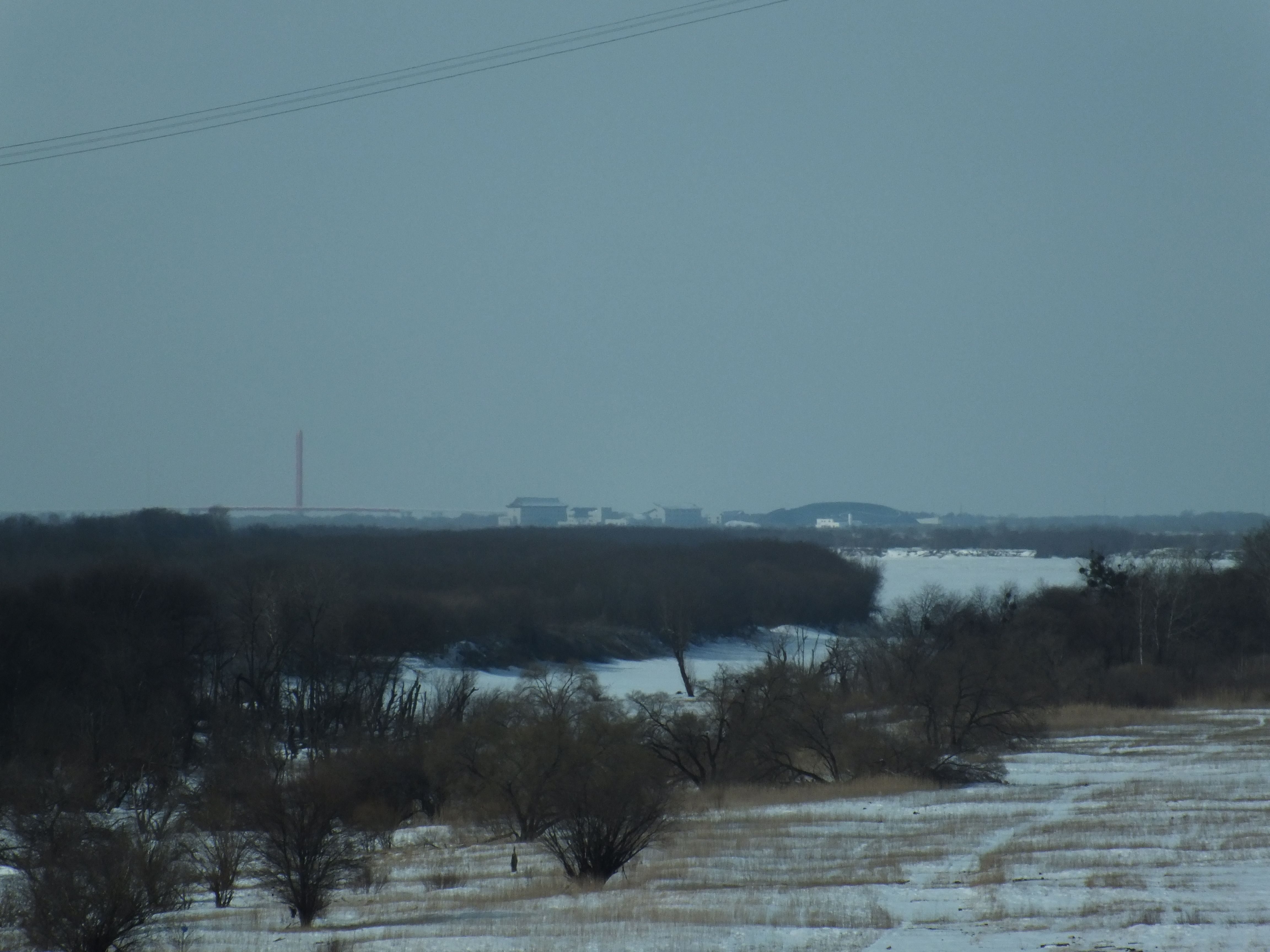
Китайский вантовый мост на Большой Уссурийский и китайский пограничный посёлок напротив села Казакевичева.
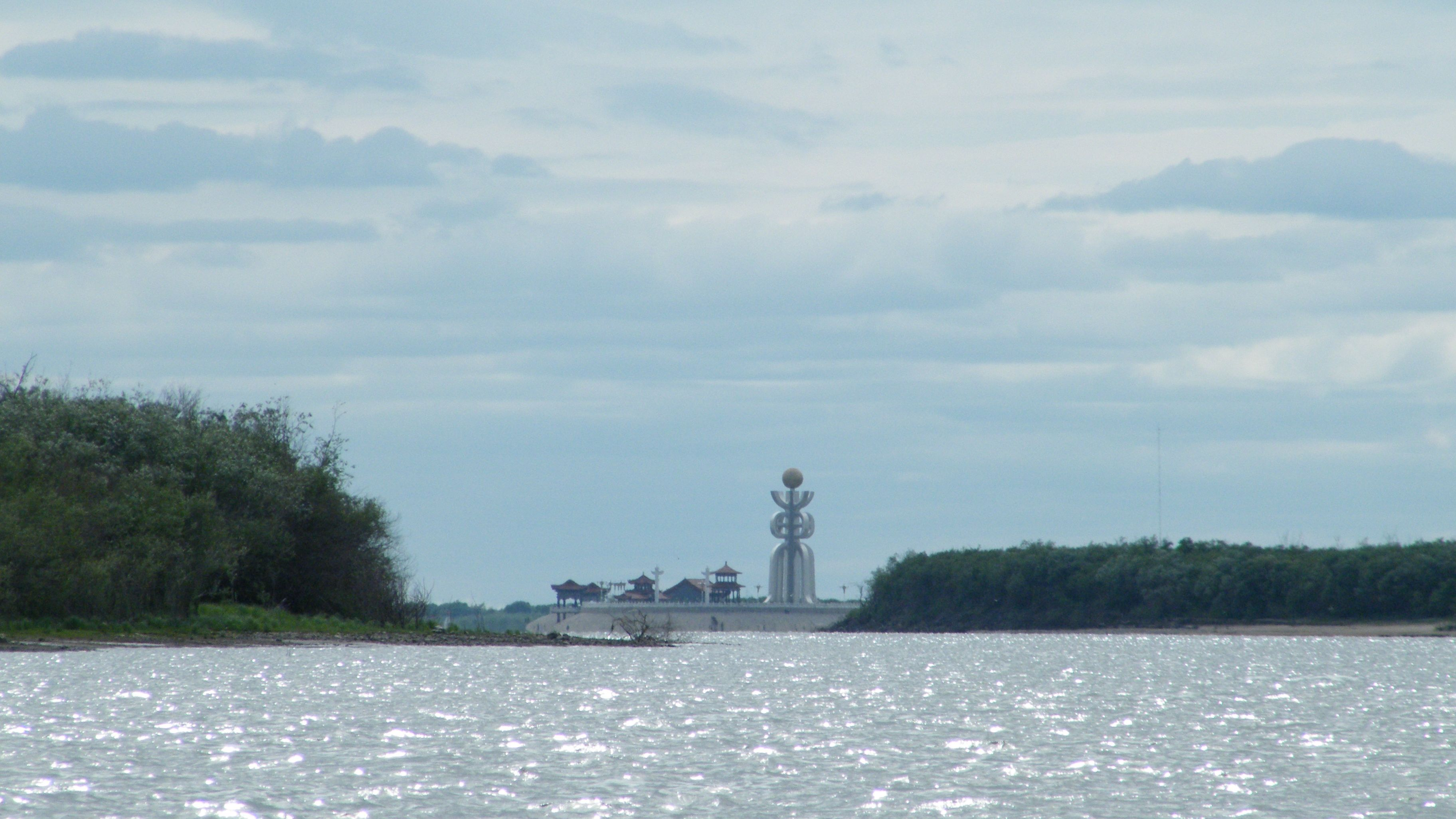
Вид на китайскую территорию с акватории Амурской протоки между сёлами Казакевичево и Бычиха
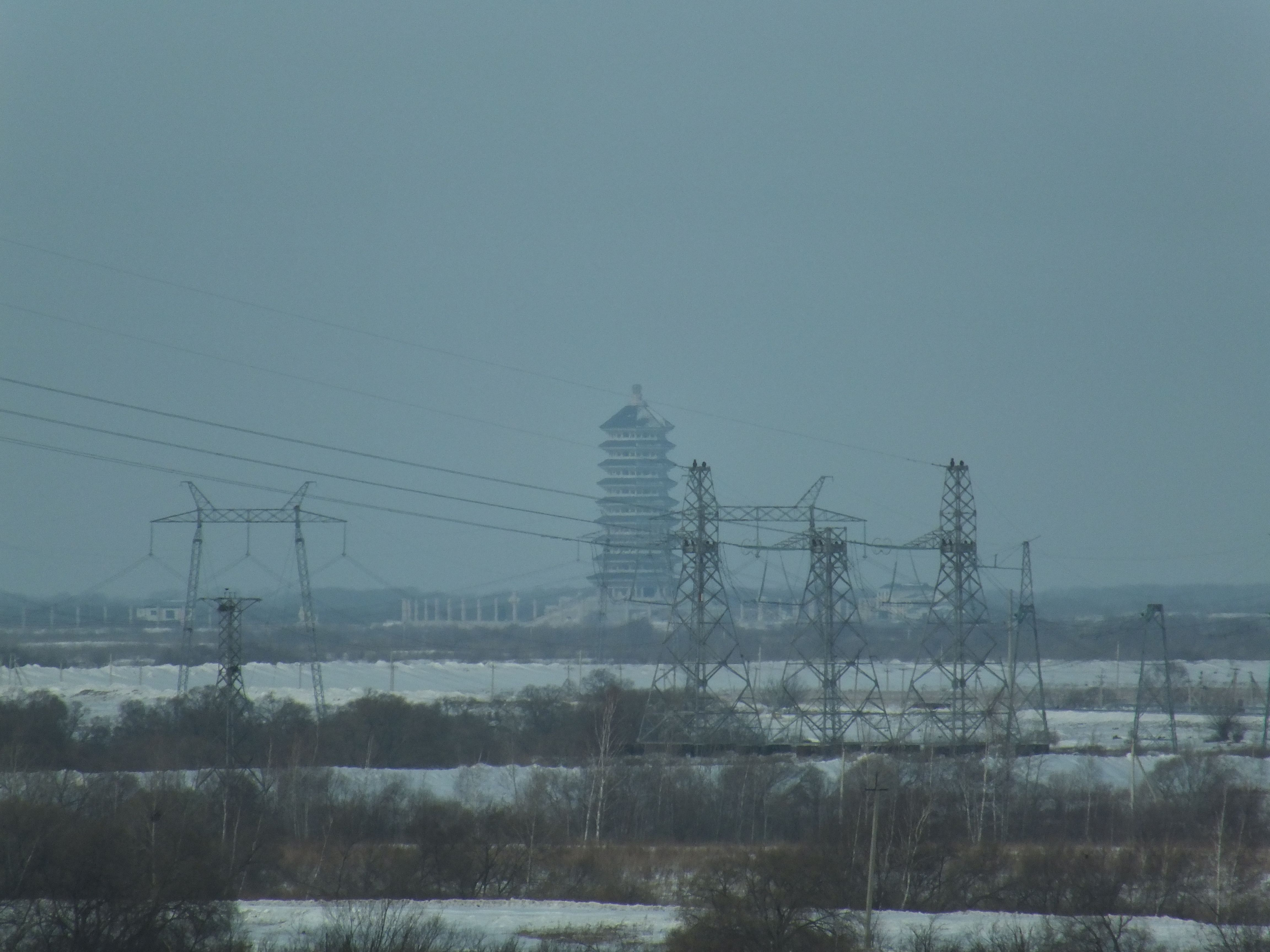
Российская ЛЭП и строящаяся китайская пагода на Большом Уссурийском.

## Топографические карты
- Лист карты M-53-XXXIII. Масштаб: 1 : 200 000. Указать дату выпуска/состояния местности. — линия границы указана до изменений
- Лист карты M-53-XXXIV Хабаровск. Масштаб: 1 : 200 000.